# Fatma Betul Sayan Kaya
Fatma Betül Sayan Kaya (phát âm tiếng Thổ Nhĩ Kỳ: [fatma betyɫ sajan kaja], sinh ngày 31 tháng 1 năm 1981) là một chính trị gia người Thổ Nhĩ Kỳ, từng là Bộ trưởng Bộ Gia đình và Các chính sách Xã hội từ ngày 24 tháng 5 năm 2016. Bà là phụ nữ duy nhất trong Nội các 65 Bộ trưởng thứ ba với khăn trùm đầu trong lịch sử chính trị Thổ Nhĩ Kỳ. Bà có bằng kỹ thuật máy tính cũng như bằng Tiến sĩ Y khoa. Sayan Kaya cũng là phó chủ tịch của Đảng Công lý và Phát triển (AKP) chịu trách nhiệm về ngoại giao.
Bà là thành viên của Quốc hội cho quận bầu cử thứ hai của Istanbul từ AKP. Bà là ứng cử viên AKP đầu tiên trong cuộc tổng tuyển cử tháng 6 năm 2015 nhưng không thành công. Bà được bầu vào tháng 11 năm 2015.
Fatma Betül Sayan tốt nghiệp Đại học Bilkent về kỹ thuật máy tính với sự phân biệt cao. Bà làm kỹ sư dự án tại İstanbul. Sau đó, bà tiếp tục là nghiên cứu tại Đại học New York, nơi bà đã tiến hành nghiên cứu xác định ung thư vú bằng cách sử dụng hình ảnh nhiệt. Sau khi trở về Thổ Nhĩ Kỳ, bà học trường Đại học Y khoa Cerrahpaşa, trường đại học Istanbul. Giữa năm 2009 và năm 2012, bà làm cố vấn cho Recep Tayyip Erdoğan.
Fatma Betül Sayan Kaya đã lập gia đình và có hai con. Bà là em gái của Ömer Fatih Sayan, người đứng đầu Cơ quan Quản lý Công nghệ Thông tin và Truyền thông.